# Paspalum motembense
Paspalum motembense är en gräsart som beskrevs av Leon. Paspalum motembense ingår i släktet tvillinghirser, och familjen gräs. Inga underarter finns listade i Catalogue of Life.